# YES Network
La Yankee Entertainment and Sports Network (YES) è un'emittente televisiva sportiva regionale statunitense a pagamento di proprietà di Yankee Global Enterprises (il maggiore azionista con il 26%), Diamond Sports Group (che possiede il 20%), Amazon (che possiede il 15%) e The Blackstone Group, RedBird Capital e Mubadala Investment Company, che possiedono ciascuna il 13%.  Servendo principalmente New York, New York e l'area metropolitana circostante, trasmette una varietà di eventi sportivi, così come programmi di riviste, documentari e di discussione; tuttavia, la sua enfasi principale è focalizzata su partite e programmi relativi alle squadre che coinvolgono i New York Yankees della Major League Baseball (di proprietà del partner di minoranza Yankee Global) e i Brooklyn Nets della NBA.
Gli uffici di YES Network hanno sede presso il Metlife Building a Midtown Manhattan. I programmi YES, inclusi gli spettacoli pre e post partita degli Yankees e dei Nets, sono prodotti in studi che si trovano a Stamford, Connecticut. Il canale è disponibile sui provider via cavo e IPTV di New York, New Jersey, Connecticut e alcune parti della Pennsylvania; è disponibile anche a livello nazionale su alcuni sistemi via cavo (come parte di un livello sportivo designato), via satellite su DirecTV e a livello regionale su Frontier, AT&T U-verse, Verizon Fios e Cox Communications.

## Storia

### Nascita e primi anni
YES è il prodotto di una holding fondata nel 1999 chiamata YankeeNets, creata dalla fusione delle attività commerciali degli Yankees e dei New Jersey Nets. Uno dei motivi alla base della fusione operativa era consentire a entrambe le squadre di ottenere una migliore leva sui propri diritti di trasmissione; ciascuna parte riteneva che avrebbe ottenuto migliori accordi individuali, se avessero negoziato i diritti collettivamente.
Due anni prima, nel 1997, Cablevision, che all'epoca possedeva l'emittente televisiva dei Nets, SportsChannel New York (in seguito nota come Fox Sports Net New York e ora nota come MSG Sportsnet), divenne l'unica proprietaria dei diritti televisivi di tutte e sette le squadre della Major League Baseball, NBA e NHL nel mercato di New York City, quando acquisì la concorrente MSG Network (in precedenza di proprietà di Viacom tramite l'acquisto nel 1994 dell'ex società madre della rete, Paramount Communications), che deteneva i diritti di trasmissione degli Yankees dal 1989. Ciò portò a tattiche di tipo monopolistico, tra cui lo spostamento di alcune partite sui canali esclusivi via cavo MSG Metro Channels, che avevano una distribuzione molto limitata poiché Cablevision, Comcast e Time Warner Cable si contendevano sistematicamente gli accordi di trasporto. Cablevision tentò di acquistare direttamente gli Yankees, ma non riuscì a concordare termini accettabili con George Steinbrenner e i suoi soci.
Per uscire dal suo accordo MSG/Cablevision, gli Yankees avrebbero dovuto concedere loro il diritto di pareggiare qualsiasi nuovo accordo sui diritti e dimostrare a un giudice che una terza parte era disposta ad acquistare i loro diritti e lanciare un canale. Quindi, il nuovo CEO degli YankeeNets Harvey Schiller assunse IMG per fornire una valutazione per il potenziale canale sportivo degli YankeeNets. IMG tornò con un'offerta di partnership sul canale con una quota di diritti garantiti di 838 milioni di $. Nel 2000, YankeeNets e IMG proposero di formare un canale sportivo valutato fino a 2,4 miliardi di $. Cablevision fece causa considerando la sua valutazione come "stravagante" per bloccare il canale. Nell'aprile 2001, la causa fu risolta in modo tale che nel giugno 2001, YankeeNets pagò MSG per prendere internamente i diritti televisivi degli Yankees. IMG era stata sostituita da altri investitori, Goldman, Sachs & Company, Quadrangle Group, Leo Hindery Jr., amministratore delegato della rete, e Amos Hostetter Jr., un veterano miliardario del cavo, che in totale avevano una quota del 40% del canale.

### Lancio di un nuovo network
YES Network è stata lanciata a mezzogiorno del 19 marzo 2002, con uno spettacolo introduttivo di mezz'ora. La prima partita trasmessa su YES è stata una partita amichevole tra i New York Yankees e i Cincinnati Reds alle 19:00 dello stesso giorno. Al suo lancio, YES era disponibile su DirecTV e per gli abbonati di tutti i principali provider via cavo dell'area di New York, ad eccezione di Cablevision che si sarebbe rifiutata di aggiungere la rete per la stagione 2002. La prima partita della stagione regolare trasmessa su YES è stata quella contro i Baltimore Orioles il 1º aprile.
Verso la fine del 2003, gli Yankees e i Nets decisero di separarsi, con i Nets venduti a un gruppo guidato dallo sviluppatore immobiliare Bruce Ratner. La vendita non includeva la quota di proprietà dei Nets in YES (NJ Holdings), che è rimasta ai proprietari della squadra prima della fusione. Come parte della vendita, i Nets hanno firmato un accordo a lungo termine per mantenere le trasmissioni delle partite della squadra su YES. Nel 2004, YankeeNets è stata rinominata Yankee Global Enterprises, che possiede gli Yankees e la quota di minoranza in YES come società separate. Pertanto, gli Yankees tecnicamente non possiedono YES ma, tuttavia, ricevono una commissione sui diritti da YES, che è leggermente più alta di quanto MSG ha pagato in precedenza.

### Gestione Fox e affiliazione con FSN
Nel 2007, la quota di Goldman Sachs e dell'ex proprietario dei Nets Ray Chambers nella rete fu messa in vendita. Nel novembre 2012, la News Corporation accettò i termini per l'acquisizione di una quota del 49% di YES. Di conseguenza, a ciascuno dei precedenti proprietari della rete fu ridotta la propria quota di proprietà. Come risultato della vendita alla Fox, gli Yankees accettarono di mantenere le loro partite sulla rete fino al 2041, che sarebbe stato il 40° anno di esistenza della rete. La quota della News Corporation in YES fu trasferita alla 21st Century Fox (di proprietà di Rupert Murdoch, che rimase anche proprietario della News Corporation), quando la precedente società scorpora le sue partecipazioni nell'intrattenimento statunitense in una società separata nel luglio 2013.
Nel settembre 2013, i diritti sulla programmazione nazionale di Fox Sports Networks (in precedenza detenuti da MSG Plus, che in precedenza aveva operato come FSN New York) sono stati trasferiti a YES. Il 25 gennaio 2014, la 21st Century Fox è diventata proprietario di maggioranza della rete acquistando un'ulteriore quota del 31% di YES Network da qualcuno, aumentando la quota di proprietà della società dal 49% all'80%.
Nel 2014, YES Network ha annunciato una media di 223 mila famiglie nelle trasmissioni delle partite degli Yankees. Il 14 maggio 2017, YES Network ha trasmesso la cerimonia di ritiro del numero di Derek Jeter, durante la quale ha ottenuto una media di 724 mila spettatori e una valutazione di 5,79 nell'area di New York City, il programma non sportivo più alto per la rete.

### Il passaggio da Fox a Disney e la riacquisizione da parte degli Yankees
Il 14 dicembre 2017, la Walt Disney Company (che possedeva il canale di proprietà della ABC WABC-TV) ha annunciato i piani per acquisire la 21st Century Fox a seguito della cessione di alcuni asset. Sebbene originariamente includesse la catena Fox Sports Networks e YES Network, il Dipartimento della Giustizia ha ordinato che fossero venduti per motivi antitrust a causa della proprietà della Disney di ESPN.
Bloomberg News ha riferito che la vendita delle quote di YES a Fox conteneva una clausola che dava agli Yankees il diritto di riacquistarle in caso di cambio di proprietà. L'11 novembre 2018, il New York Post ha riferito che gli Yankees avevano invocato il diritto di prelazione per acquisire YES nel caso in cui la vendita di Fox Sports Networks avesse avuto successo, presentando formalmente un'offerta 9 giorni dopo in un accordo congiunto con Blackstone Group per riavere indietro l'80% delle quote. Gli Yankees hanno anche nominato l'Ontario Teachers' Pension Plan, RedBird Capital Partners e Mubadala Investment Company per assisterli nella loro offerta per la rete. Amazon, che avrebbe dovuto fare un'offerta per altre reti FSN, ha invece fatto un'offerta per l'80% delle quote che gli Yankees vogliono indietro, desiderando fornire servizi di streaming per la rete.
L'8 marzo 2019, Fox News ha riferito che gli Yankees avevano raggiunto un accordo per riacquistare la quota di Fox nella rete per 3,5 miliardi di dollari, con Sinclair (che è finito per essere l'ultimo corteggiatore di Fox Sports Networks e sta anche collaborando con i Chicago Cubs su una nuova rete regionale), Amazon.com e The Blackstone Group che detenevano azioni di minoranza. Mubadala Development Company, un fondo sovrano degli Emirati Arabi Uniti, e RedBird Capital Partners sono stati segnalati come investitori di minoranza. L'accordo si è concluso il 29 agosto 2019.
Ad aprile 2020, durante l'inizio precoce della pandemia di COVID-19 a New York, WCBS-TV ha trasmesso brevemente i suoi notiziari locali dallo studio YES Network a causa della mancata disponibilità del CBS Broadcast Center.

## Palinsesto
Oltre alla copertura in diretta delle partite degli Yankees e dei Nets, ai rispettivi spettacoli pre e post partita e (se le circostanze lo richiedono) alle conferenze stampa in diretta, YES ha prodotto vari programmi originali, alcuni dei quali hanno vinto i premi Emmy locali di New York. Altri programmi originali presentati su YES includono:
- Boston vs. New York Poker Challenge – un torneo di poker che metteva in competizione i tifosi degli Yankees con i tifosi dei Boston Red Sox. In onda per due stagioni, è stata una coproduzione di YES e del canale sportivo regionale di Boston New England Sports Network (NESN).
- CenterStage – un programma settimanale condotto dal telecronista sportivo degli Yankees Michael Kay, che presenta interviste approfondite a varie celebrità.
- The Michael Kay Show – una trasmissione video simultanea del programma radiofonico WEPN-FM (98,7 FM), affiliato a ESPN Radio, con Michael Kay, Don La Greca e Peter Rosenberg.
- The Feed – Gli atleti condividono le storie dietro i loro post sui social media. The Feed ha vinto un New York Emmy Award come miglior show di intervista/discussione sportiva nel 2020.[28]
- Forbes SportsMoney – un programma di riviste finanziarie prodotto da una joint venture tra YES e Forbes, incentrato sugli aspetti finanziari del settore sportivo.
- Homegrown: The Path to Pinstripes – un reality show che mostra lo sviluppo dei futuri giocatori degli Yankees nella loro squadra di Classe AAA, gli Scranton/Wilkes-Barre RailRiders. Dal 2019 la serie si è ampliata con l'aggiunta di uno spin-off, Homegrown: The Bridge to Brooklyn, uno sguardo alle vite dei giocatori della squadra NBA G League dei Nets, i Long Island Nets.
- The Mike Francesa Show – una trasmissione video simultanea del famoso programma radiofonico WFAN (660 AM) Mike's On con il presentatore Mike Francesa (2008-2014). YES ha anche trasmesso in simultanea il programma radiofonico di Francesa trasmesso a livello nazionale The NFL Now con il titolo Football Sunday con Mike Francesa.
- Nets Magazine – un programma settimanale con notizie, analisi e approfondimenti incentrati sui Brooklyn Nets.
- Yankees Classics – ritrasmissioni delle partite più importanti dei New York Yankees degli anni precedenti.
- Yankees Magazine – un programma settimanale con notizie, analisi e approfondimenti incentrati sugli Yankees.
- Yankeeography – un programma in stile biografico incentrato su personaggi di spicco, attuali ed ex, degli Yankees.
- Yankees on Deck (in precedenza Kids on Deck) – un programma per bambini in cui i più giovani tifosi degli Yankees hanno la possibilità di scoprire da vicino cosa significa essere un membro dell'organizzazione degli Yankees.
- Yankees-Steiner: Memories of the Game – un reality basato su cimeli legati agli Yankees e altri cimeli del baseball e dello sport; coprodotto da Yankees-Steiner Collectibles, una joint venture tra gli Yankees e Steiner Sports Marketing and Memorabilia.
- YES' Ultimate Road Trip (2005-2007) – un reality show che combina elementi di The Real World e Road Rules, seguendo un gruppo di tifosi degli Yankees in giro per il paese per un'intera stagione di 162 partite.
- Yogi and a Movie – Una rassegna di film sportivi con segmenti di commento a tutto campo condotti dal ricevitore Yogi Berra, membro della Yankee Hall of Fame.

## Minor league baseball e sport universitari
Sin dal debutto dell'emittente, YES ha trasmesso trasmissioni selezionate delle squadre giovanili degli Yankees nella MiLB, principalmente gli Staten Island Yankees di Classe A (stagione breve) della New York-Penn League. Tali partite sono prodotte da YES, utilizzando la stessa grafica e gli stessi annunciatori visti durante le trasmissioni delle partite degli Yankees della MLB.
Dal 2002 al 2006, YES ha anche trasmesso partite dell'ex squadra di Classe AAA degli Yankees, i Columbus Clippers dell'International League. Tali partite sono state prodotte localmente a Columbus, Ohio. Dopo la stagione 2006, gli Yankees hanno concluso la loro affiliazione con i Clippers e si sono affiliati agli Scranton/Wilkes-Barre RailRiders (in precedenza Yankees e Red Barons). YES ha trasmesso solo una partita dei RailRiders, l'inizio della riabilitazione nella Minor League dei Masahiro Tanaka, che ha anche una copertura locale all'interno del mercato di Scranton/Wilkes-Barre.
Attualmente YES Network trasmette eventi sportivi universitari della Northeast Conference. Nel 2024, YES ha anche acquisito i diritti per il basket maschile e femminile della Saint Bonaventure University, trasmettendo nove partite divise tra le due squadre su YES durante la stagione 2024-2025. In precedenza, l'emittente ha anche trasmesso vari eventi sportivi universitari tra cui partite di football e basket dell'Ivy League, partite di basket della Big 12 Conference (tramite ESPN Plus) e ritrasmissioni delle partite di football dei Notre Dame Fighting Irish. Ha anche trasmesso gli spettacoli degli allenatori di Notre Dame e dei Penn State Nittany Lions. Nel 2011, YES ha trasmesso in diretta le partite di basket universitario che coinvolgevano la Fordham University. In più, YES ha anche trasmesso partite di football e basket universitario dall'ACC su Regional Sports Networks prodotte da Raycom Sports.

### Rapporti con i New York Giants e il Manchester United
Nel 2000, gli YankeeNets stipularono un accordo di marketing con i New York Giants; questo includeva l'assegnazione a YES dei diritti esclusivi sui programmi di riviste del franchise NFL (tra cui Giants Online e Giants on Deck, che continuarono ad andare in onda sulla rete anche dopo la rottura con YankeeNets). Il rapporto dei Giants con YES Network terminò nel 2007, quando la sua programmazione relativa alla squadra passò alla stazione di proprietà e gestita da Fox WNYW (canale 5) e alla stazione di proprietà e gestita da MyNetworkTV WWOR-TV (canale 9), un duopolio di proprietà di Fox Television Stations (la cui società affiliata, la rete Fox, possiede i diritti di trasmissione della maggior parte delle partite della conference di casa dei Giants, la National Football Conference).
Gli YankeeNets hanno mantenuto anche un rapporto simile con il club di calcio inglese Manchester United. YES trasmetteva partite del club inglese in differita e partite classiche prodotte dal canale di proprietà della squadra Manchester United TV nei primi giorni dell'emittente.

### Altri programmi sportivi
YES Network produce anche trasmissioni delle partite degli Yankees trasmesse su Amazon Prime Video utilizzando lo stesso talento in onda visto sulla rete via cavo. Dal 2002 al 2004, WCBS-TV ha trasmesso le trasmissioni degli Yankees, con WWOR che ne ha successivamente acquisito i diritti. WLNY-TV deteneva i diritti televisivi locali sui Nets, ora non più detenuti. Il pacchetto degli Yankees è stato anche trasmesso in simulcast su altre stazioni televisive nella regione di mercato designata della squadra.
YES offre anche un feed in lingua spagnola di tutte le sue trasmissioni delle partite degli Yankees tramite il secondo programma audio; questo feed può essere ascoltato anche sulla stazione radio di New York WADO (AM), che attualmente detiene il contratto per trasmettere le trasmissioni in lingua spagnola degli Yankees.
La rete ha tentato di assicurarsi i diritti televisivi sui New Jersey Devils, precedentemente di proprietà di un'affiliata di YankeeNets; dopo che la squadra fu venduta a un diverso gruppo proprietario, i Devils decisero di rinnovare il loro contratto con MSG Network e FSN New York nel 2005, in base a un accordo a lungo termine.
YES trasmette le notizie quotidiane e i programmi di basket fantasy di NBA TV (solitamente sotto forma di ritrasmissioni, ma occasionalmente trasmettendo in diretta alle prime ore del mattino) e The Marv Albert Show. Per un paio d'anni, all'inizio degli anni 2000, YES e NBA TV hanno anche trasmesso repliche della serie drammatica incentrata sul basket Time Out. La rete ha anche trasmesso in precedenza This Week in Baseball durante la settimana durante la stagione regolare della Major League Baseball, dopo la trasmissione originale del sabato di ogni episodio su Fox. In precedenza, la rete aveva trasmesso Major League Baseball: An Inside Look durante la settimana durante la stagione regolare della lega.
Come parte di un accordo pluriennale con MP & Silva, YES ha trasmesso trasmissioni in differita di partite di Premier League, FA Cup e UEFA Champions League che coinvolgevano l'Arsenal. Oltre a trasmettere le partite dell'Arsenal, la rete ha trasmesso alcune trasmissioni archiviate di partite, così come i programmi di riviste della squadra, Arsenal World e Arsenal 360. Questo accordo è terminato all'inizio della stagione 2012-2013 della Premier League. L'Arsenal sarebbe stato acquisito da ONE World Sports mentre YES avrebbe ottenuto la partnership con il Manchester City.
A dicembre 2014, YES ha annunciato di aver acquisito i diritti di trasmissione locale del New York City della Major League Soccer, una sussidiaria del Manchester City. Yankee Global Enterprises detiene una quota di minoranza del 20% nel club, la cui maggioranza è detenuta da City Football Group. Ciò è continuato fino al 2023, quando tutte le trasmissioni regionali MLS sono state abolite come parte dell'accordo della lega con Apple.
YES ha anche acquisito i diritti di trasmissione locale delle New York Liberty della WNBA nel 2019 dopo che la squadra è stata venduta dalla Madison Square Garden Company al proprietario di minoranza dei Brooklyn Nets Joseph Tsai.
Nell'agosto 2022, è stato annunciato che YES Network avrebbe iniziato a trasmettere le partite di calcio del Milan in Serie A, Coppa Italia e UEFA Champions League a seguito dell'acquisizione del club da parte di RedBird Capital Partners insieme a Yankee Global Enterprises il 30 agosto 2022.
Nel giugno 2024, Willow ha annunciato di aver concesso in sublicenza le partite di cricket della MI New York, militante nella Major League Cricket, a YES Network per la stagione 2024.

## Canali affiliati

### YES2
YES2 è un feed di overflow solo per le partite di YES Network, che trasmette partite selezionate dei Nets in rare occasioni quando i Nets e gli Yankees sono programmati per giocare contemporaneamente. Il feed è trasmesso sia in definizione standard che in alta definizione sulla maggior parte dei provider via cavo nell'area metropolitana di New York e a livello nazionale su DirecTV.

### YES Network HD
YES Network HD è un feed simulcast ad alta definizione 1080i della rete, trasmesso su provider via cavo selezionati (tra cui Comcast, Altice USA, DirecTV, RCN, Charter Spectrum e Verizon Fios). A partire dal 2019, YES è attualmente di proprietà del proprietario di maggioranza di YES Yankee Global Enterprises e prima dell'acquisizione di Disney (Fox's SportsTime Ohio e altre reti; tutte queste erano acquisizioni piuttosto che reti lanciate da Fox) che trasmettevano i loro simulcast HD in 1080i, piuttosto che nel formato 720p preferito dall'azienda.
Quando è stato lanciato a metà luglio 2004, YES HD inizialmente trasmetteva solo tutte le partite casalinghe degli Yankees, così come le partite in trasferta che coinvolgevano i New York Mets e i Boston Red Sox, in alta definizione. Nel 2005, YES ha iniziato a trasmettere in alta definizione tutte le partite degli Yankees giocate a est del fiume Mississippi, con le trasmissioni HD della rete che si sono espanse per comprendere praticamente tutte le partite degli Yankees e dei Nets nel 2006. Oltre alle trasmissioni delle partite, la rete ora trasmette anche tutti i suoi programmi in studio in HD. Tutte le trasmissioni delle partite degli Yankees e dei Nets prodotte da YES trasmesse su WWOR-TV hanno iniziato a essere trasmesse in HD nel settembre 2006; tuttavia, mentre il feed HD delle partite è disponibile per queste emittenti, le trasmissioni HD non sono state necessariamente distribuite alle stazioni televisive al di fuori dell'area di New York City che trasmettono in simultanea le trasmissioni delle partite di WWOR.
Nell'aprile 2007, YES ha convertito il rapporto di aspetto del suo feed primario in definizione standard da schermo intero a un formato letterbox 4:3, che è una conversione in basso dal feed in alta definizione 16:9. L'uso da parte della rete del flag di trasmissione AFD #10 per trasmettere il suo feed HD in questo modo per la trasmissione in SD precede il suo utilizzo da parte di altre reti via cavo nazionali come Fox News Channel, ESPN e CNN.
YES Network ha preso in prestito tempo sul servizio "iO TV 1300" di Cablevision e su DirecTV per trasmettere la prima partita di baseball mai trasmessa in 3D il 10 e 11 luglio 2010, quando gli Yankees hanno affrontato i Seattle Mariners; la trasmissione in 3D della partita è stata distribuita anche ad altri provider via cavo.

### Trasmissione nazionale
YES Network mantiene un feed nazionale disponibile per selezionare i provider via cavo al di fuori del mercato di New York City, tra cui Spectrum (così come le aree un tempo servite da Bright House Networks (sui suoi sistemi a Tampa e Orlando), Verizon Fios (in alcuni mercati). Il feed non include le trasmissioni in diretta delle partite della rete (con programmazione alternativa in onda al loro posto), tuttavia trasmette gli spettacoli pre-partita e post-partita che delimitano le partite degli Yankees e dei Nets trasmesse da YES all'interno del mercato. Questo feed differisce dal feed satellitare della rete disponibile su DirecTV, in cui le partite degli Yankees e/o dei Nets possono essere viste al di fuori dei mercati delle squadre tramite un abbonamento a MLB Extra Innings e/o NBA League Pass e il resto del programma YES può essere visto tramite un abbonamento a DirecTV Sports Pack. Il feed nazionale YES è stato lanciato il 31 luglio 2003 sui sistemi via cavo di Miami, Dallas–Fort Worth, Chicago e Los Angeles.

### YES in Connecticut
Nel 2009, la rete ha lanciato un feed per il Connecticut: YES-CT.

### Servizio di streaming
Nel marzo 2023, YES ha lanciato un servizio di streaming diretto al consumatore che includeva l'accesso a un feed 24 ore su 24, 7 giorni su 7 di YES Network e di tutte le partite dei New York Yankees, Brooklyn Nets e New York Liberty in onda su YES. Il servizio è disponibile solo nelle aree in cui YES è presente anche sul cavo locale. Il servizio costa $24,99 al mese o $239,99 all'anno, ma inizialmente era offerto a un prezzo introduttivo di $19,99 al mese o $199,99 all'anno.
Nel gennaio 2024, YES Network ha costituito una joint venture di streaming con la rivale MSG Network nota come Gotham Advanced Media and Entertainment (GAME); nell'agosto 2024, GAME ha annunciato una nuova piattaforma di streaming nota come The Gotham Sports App, che assorbe le piattaforme di streaming esistenti di MSG e YES. Sia il servizio YES DTC che MSG+ di MSG Network vengono forniti tramite la piattaforma come abbonamenti individuali, con offerte bundle per entrambi disponibili.

## Controversie

### Controversie sul trasporto
Al suo lancio, YES fu coinvolta in una disputa di trasporto con Cablevision (che tentò di acquistare gli Yankees nel 1998 e trasmise le partite della squadra su MSG Network al momento del lancio del canale), lasciando le trasmissioni delle partite degli Yankees non disponibili per le trasmissioni delle partite del provider per un anno intero; ciò portò il governo dello stato di New York a intervenire e fungere da negoziatore per un accordo di trasporto temporaneo tra YES e Cablevision. Nel 2003, le due parti alla fine firmarono un contratto a lungo termine per trasmettere la rete sui sistemi dell'area di New York di Cablevision. Questa situazione era molto simile a un'altra lunga disputa che Cablevision ebbe con MSG Network, dopo che quest'utltima assunse i diritti televisivi regionali via cavo per gli Yankees nel 1989 da SportsChannel New York di proprietà di Cablevision.
Dish Network è l'unico provider di televisione a pagamento disponibile nell'area di New York City che non trasmette YES Network. Il fornitore satellitare ha indicato che non avrebbe offerto la rete a meno che non avesse negoziato una tariffa di abbonamento per canale inferiore a causa delle preoccupazioni che le tariffe offerte dalla rete potrebbero costringere il fornitore ad aumentare i prezzi dei suoi pacchetti di programmazione. YES, tuttavia, ha una clausola della nazione più favorita con tutti i suoi fornitori via cavo e satellitari, in base alla quale tutti gli altri accordi di trasporto della rete verrebbero annullati se abbassasse la sua tariffa di abbonamento per un singolo fornitore. L'ex proprietario di minoranza di YES Goldman Sachs mantiene anche una quota di proprietà nella società madre di Dish Network EchoStar.
Time Warner Cable ha trasferito YES dal canale 30 al canale 53 sui suoi sistemi dell'area di New York City nel marzo 2008, subito dopo che il Consiglio comunale di New York City ha approvato una misura per fornire ai Yankees finanziamenti pubblici per costruire un nuovo stadio. Allo stesso tempo, Time Warner Cable ha spostato il canale di notizie economiche Bloomberg Television al precedente canale 30 di YES, il tutto mentre rinegoziava il suo contratto decennale con il sindaco Michael Bloomberg (proprietario della Bloomberg L.P., la società madre di Bloomberg Television) e la città di New York.
Nel 2016, Comcast (che è comproprietaria di Sportsnet New York) ha abbandonato YES Network. Il blackout è terminato il 31 marzo 2017, giusto in tempo per l'inizio della stagione 2017 dei New York Yankees.

### Problemi di copertura
Nel 2003, Don Zimmer (allora impiegato con gli Yankees come allenatore di panchina) espresse critiche al proprietario della squadra George Steinbrenner in interviste con alcuni organi di stampa locali. Dopo che ciò venne alla luce, si vociferò in seguito che, in risposta, Steinbrenner avesse ordinato a YES di non mostrare Zimmer in video durante le sue trasmissioni televisive degli Yankees.
Nell'aprile 2005, YES si rifiutò di trasmettere i festeggiamenti pre-partita dell'Opening Day che celebravano la vittoria del campionato delle World Series 2004 dei Boston Red Sox prima della sua trasmissione di una partita casalinga dei Red Sox contro gli Yankees al Fenway Park. YES fu duramente criticata per questa mossa, inclusa la sua decisione di utilizzare un'inquadratura fissa incentrata strettamente sulla corrispondente Kimberly Jones mentre descriveva gli eventi che la circondavano in termini generali. I giocatori degli Yankees non solo assistettero alle cerimonie, ma le applaudirono gentilmente dai gradini più alti della loro panchina. Forse, a causa di questo incidente, YES ha trasmesso la maggior parte delle cerimonie in onore della celebrazione del 100º anniversario del Fenway Park da parte dei Red Sox nel 2012.
Durante la stagione 2005, i giornali dell'area di New York City hanno riferito che le domande post-partita poste al manager degli Yankees Joe Torre da Kimberly Jones le venivano inviate da dirigenti di alto livello della squadra (molto probabilmente su direttiva di George Steinbrenner) e che Torre non si sentiva a suo agio a rispondere. Per le stagioni 2006 e 2007, Torre, che era stato pagato da YES per rilasciare interviste esclusive dopo ogni partita degli Yankees, ha rescisso il suo accordo con la rete. YES ora invia il suo reporter alle regolari sessioni con i media pre-partita e post-partita con altri canali di trasmissione.